# Robert Hertz
Robert Hertz (ur. 22 czerwca 1881 w Saint-Cloud, zm. 13 kwietnia 1915 w Marchéville) – przedstawiciel francuskiej szkoły socjologii. 

## Życiorys
Zginął na polu walki podczas I wojny światowej. Pośmiertnie odznaczony Krzyżem Kawalerskim Legii Honorowej. Współpracował z Emilem Durkheimem i Marcelem Maussem. Był członkiem zespołu L’Année Sociologique.
W swych badaniach podejmował tematy związane z socjologią śmierci i z socjologią religii. Podkreślał znaczenie badań etnograficznych i analizy kultów ludowych.
Hertz wywarł wpływ na wielu etnologów takich jak Louis Dumont, Edward Evans-Pritchard. Także w obecnych czasach powołują się na niego antropolodzy, jak np. Robert Parkin czy Richard Robbins.

## Najważniejsze prace
1907 – A contribution to the study of the collective representation of death
1909 – La prééminence de la main droite
Przetłumaczone na język angielski i wydane pod tytułem „Death and The Right Hand” (trans. Rodney and Claudia Needham) London: Cohen and West, 1960.
Esej dotyczący śmierci został po raz pierwszy opublikowany w 1907 roku w L’Année Sociologique, ale stał się szerzej znany dopiero po jego przetłumaczeniu na język angielski w 1960 roku. Hertz podejmuje w nim temat śmierci i obrzędów z nim związanych, które Van Gennep wkrótce potem opisał jako obrzędy przejścia.
W drugim eseju Hertz pisze o dualizmie charakterystycznym dla myślenia ludzi, który jest też podstawą organizacji społecznej. Według Hertza różnice pomiędzy prawą i lewą stroną ciała wynikają z dualizmu, który jest właściwy umysłowi pierwotnemu. To przyczyniło się do tego iż pomimo niewielkiej fizjologicznej przewagi prawej ręki stała się ona tak znacznie dominująca.